# Hemiprocnidae
Famille
Genre
Les Hemiprocnidae (ou hémiprocnidés en français) sont une famille d'oiseaux constituée du seul genre Hemiprocne et de 4 espèces existantes de martinets arboricoles.

## Description
Ce sont des oiseaux de taille petite à grande (15 à 31 cm), proches des martinets, mais contrairement aux martinets, ils ont l'habitude de se percher sur des branches. Leur plumage est partiellement lustré. Les longues pointes de leurs ailes se croisent en ciseaux au-dessus de la queue profondément échancrée. Deux des espèces ont une huppe érectile sur le front, les autres des plumes ornementales sur les joues.

## Habitats et répartition
Les hémiprocnés vivent en Asie du Sud-Est, depuis la savane boisée caducifoliée jusqu'à la forêt pluviale sempervirente.

## Liste des espèces
D'après la classification de référence (version 5.1, 2015) du Congrès ornithologique international (ordre phylogénique) :
- Hemiprocne coronata – Hémiprocné couronné
- Hemiprocne longipennis – Hémiprocné longipenne
- Hemiprocne comata – Hémiprocné coiffé
- Hemiprocne mystacea – Hémiprocné à moustaches